# 大山捨松
大山 捨松（おおやま すてまつ、安政7年2月24日（1860年3月16日）- 大正8年（1919年）2月18日）は、日本の華族、教育者。旧姓は山川（やまかわ）、幼名はさき、のち咲子（さきこ）。日本最初の女子留学生の一人。大学を卒業して学士号を得た最初の日本人女性。元老となった大山巌の妻としての立場を通じ、看護婦教育・女子教育への支援に尽力した。

## 生涯

### 出生と会津戦争

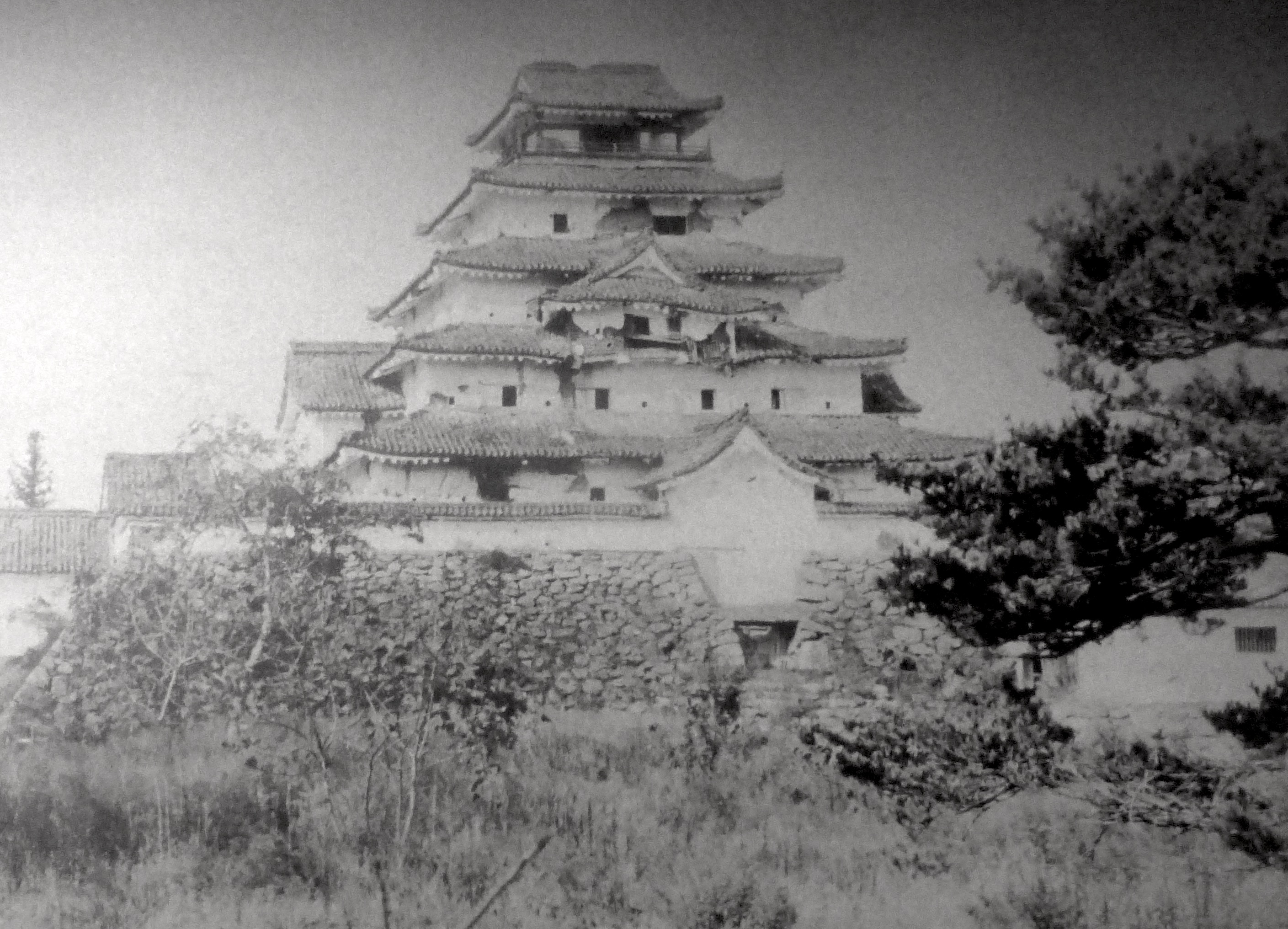
官軍の砲弾を浴びて激しく損傷した会津若松城

安政7年（1860年）、会津若松の生まれ。父は会津藩の国家老・山川尚江重固（やまかわ なおえ しげかた）で、2男5女の末娘である。さきが生まれたときに父は既に亡く、幼少の頃は父方の祖父の兵衛重英（ひょうえ しげひで）が親代わりとなった。重英は会津藩財政再建に貢献し、知行300石から1,000石に加増され、また種痘や新式銃にもいち早く理解を示した人物であった。母・えん（父の没後に出家し勝聖院）は西郷氏の出身で唐衣（からごろも）の雅号を持つ会津藩屈指の歌人であった。厳格な人柄であり、子供たちには軍記物を読み聞かせ、懐剣もすぐ抜けるよう袋を短めにしていたという。
一家の運命を大きく変えたのは会津戦争だった。慶応4年（1868年）8月、板垣退助・伊地知正治らが率いる新政府軍が会津若松城に迫ると、数え8歳のさきは家族と共に籠城し、弾薬の運搬を手伝っていた。女性たちは焼玉式焼夷弾が場内に着弾すると一斉に駆け寄り、これに濡れた布団をかぶせて炸裂を防ぐ「焼玉押さえ」という危険な作業をしており、さき自身がこの作業にあたったという説も存在するが、子孫で歴史ライターの大山格は、小児のさきにそのような重いものを持ち上げられるはずはないことを根拠に、事実ではないとしている。戦いのある日、さきたちが食事をしている部屋で砲弾が炸裂し、長兄の大蔵（おおくら、後の山川浩）の妻トセが大やけどを負い、さきも首を負傷した。トセは「母上、母上、どうぞ私を殺してくださいませ。あなたの勇気はどこにいってしまったのですか」と懇願するほど苦しんだが、義母えんには手の尽くしようもなく息を引き取った。
若松城攻撃の際に、当初官軍の砲兵隊長をつとめていたのは、のちに夫となる薩摩藩出身の大山弥助（のちの大山巌）だったが、初日に負傷し翌日後送されており、実際に若松にいたのは2日のみである。

### 斗南藩
降伏後、会津23万石は改易となり、1年後に改めて陸奥斗南3万石に封じられた。この間に祖父重英は病死し、長兄浩が藩の重臣となった。しかし斗南藩は下北半島最北端の不毛の地で、3万石とは名ばかり、実質石高は7,000石足らずしかなかった。飢えと寒さで命を落とす者も出る中、山川家では末娘のさきを海を隔てた函館の沢辺琢磨のもとに里子に出し、その紹介でフランス人の家庭に引き取ってもらうことにした。後に大山柏が語るところによると、時期は不明であるがアメリカ人宣教師に預けられたという。

### 官費留学

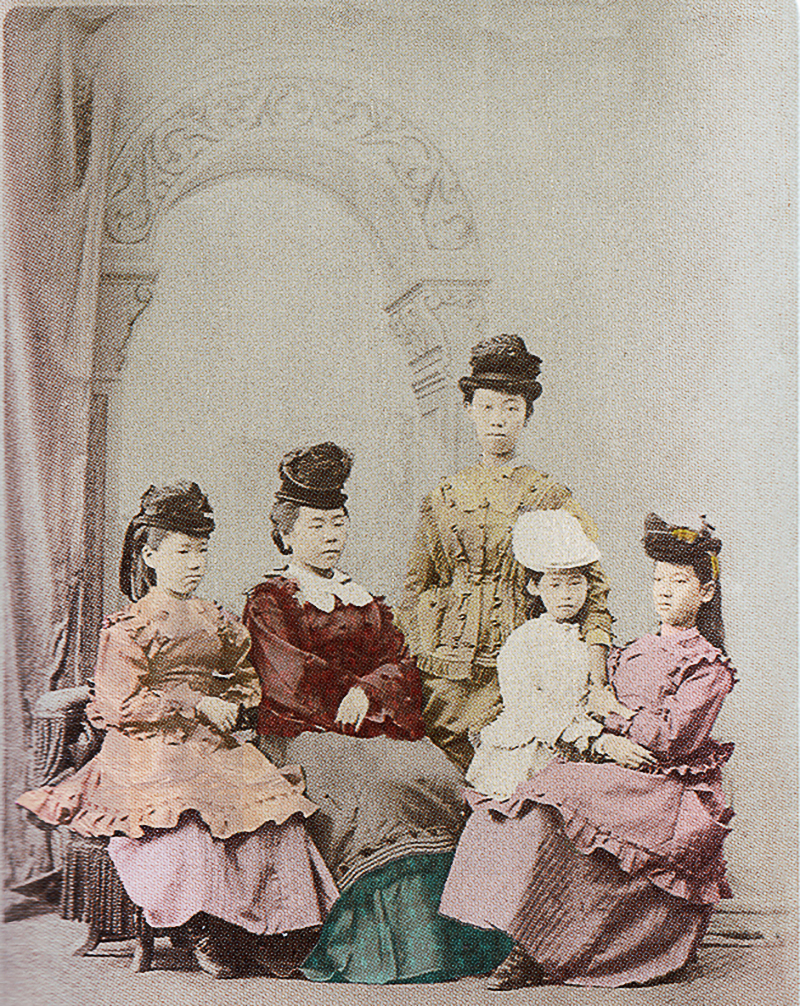
新政府の米国留学女学生。左から、永井しげ (10)、上田てい (16)、吉益りょう (16)、津田うめ (9)、山川捨松 (12)。明治5年（1872年）、シカゴ滞在中に撮影。姓名はいずれも当時のもの、数字は数え歳。

明治4年（1871年）、アメリカ視察旅行から帰国した北海道開拓使の次官黒田清隆は、数人の若者をアメリカに留学生として送り、未開の地を開拓する方法や技術など、北海道開拓に有用な知識を学ばせることにした。黒田は西部の荒野で男性と肩を並べて汗をかくアメリカ人女性にいたく感銘を受けたようで、留学生の募集は当初から「男女」若干名という例のないものとなった。
開拓使のこの計画は、やがて政府主導による10年間の官費留学という大がかりなものとなり、この年出発することになっていた岩倉使節団に随行して渡米することが決まった。この留学生に選抜された若者の一人が、さきの兄・山川健次郎である。健次郎をはじめとして、戊辰戦争で賊軍の名に甘んじた東北諸藩の上級士族の中には、この官費留学を名誉挽回の好機ととらえ、教養のある子弟を積極的にこれに応募させたのである。その一方で、女子の応募者は皆無だった。女子に高等教育を受けさせることはもとより、そもそも10年間もの間うら若き乙女を単身異国の地に送り出すなどということは、とても考えられない時代だったのである。
しかし、さきは利発で、フランス人家庭での生活を通じて西洋式の生活習慣にもある程度慣れていた。また、いざという時はやはり留学生として渡米する兄の健次郎を頼りにできるだろうという目論見もあって、山川家では女子留学生の再募集があった際に、満11歳になっていたさきを思いきって応募させることにした。この時も応募者は低調で、さきを含めて5人、全員が旧幕臣や賊軍の娘で、全員が合格となった。
母のえんが懐剣を渡し、「今生では二度と会えるとは思っていないが、捨てたつもりでお前の帰りを待って（松）いる」と述べ「捨松」と改名させたのはこの時である。くしくも捨松がアメリカに向けて船出した翌日、大山弥助改め大山巌も横浜港を発ってジュネーヴへ留学している。

### 滞米生活

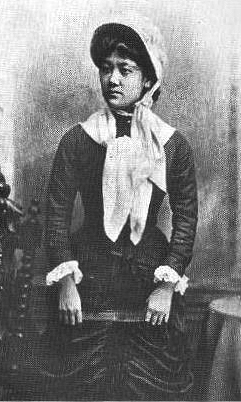
ヴァッサー大学在学中

5人の女子留学生のうち、すでに思春期を過ぎていた年長の2人は病気を理由にその年のうちには帰国してしまった。逆に年少の捨松、永井しげ、津田うめの3人は自分たちのことを「ザ・トリオ」と呼び、 異文化での暮らしにも無理なく順応していった。この3人は後々までも親友として、また盟友として交流を続け、日本の女子教育の発展に寄与していくことになる。
捨松はすでにアメリカに渡っていた兄の山川健次郎の知人の仲介で、コネチカット州ニューヘイブンの会衆派の牧師レナード・ベーコン宅に寄宿し、そこで4年近くを一家の娘同様に過ごして英語を習得した。健次郎はアメリカに馴染みすぎると恐れ、日本語も欠かさず勉強するように命じたが、捨松はこれが最も難しかったと回想している。また当時、健次郎はキリスト教を嫌っており、礼拝に出ることはかろうじて許可したものの、入信させないように依頼したが、捨松はベーコン牧師より1876年にキリスト教の洗礼を受ける。
このベーコン家の14人兄妹の末娘が、捨松の生涯の親友の一人となるアリス・ベーコンである。捨松はその後、地元ニューヘイブンのヒルハウス高校を経て、永井しげとともにニューヨーク州ポキプシーにあるジーン・ウェブスターやエドナ・ミレイなど、アメリカを代表する女性知識人を輩出したヴァッサー大学に進んだ。しげが専門科である音楽学校を選んだのに対し、この頃までに英語をほぼ完璧に習得していた捨松は通常科大学に入学した。
当時のヴァッサー大学は全寮制の女子大学であった。東洋人の留学生などはただでさえ珍しい時代、「サムライの娘」スティマツは、すぐに学内の人気者となった。捨松は英文学を専攻し、たびたび学内誌に寄稿するなど、成績はいたって優秀だった。2年生のときには学級委員長となり、創立記念日には着物を着て実行委員長を務めている。得意科目は生物学だったが、官費留学生としての強い自覚を持っていたようで、日本が置かれた国際情勢や内政上の課題にも明るかった。シェイクスピア研究会やフィラレシーズ会にも入会している。
明治14年（1881年）には、この年に廃止される開拓使より、10年の留学期間が満了することによる帰国命令が出たが、後1年で学士号を取得できる見通しの捨松、後1年で高校卒業資格を取得できる見通しの津田梅子は1年間の延長を要請し、認められた。永井繁子は、この年の6月にヴァッサー大学音楽科（3年制）を卒業して留学に区切りをつけており（「瓜生繁子」を参照）、開拓使の命令に従って明治14年10月に帰国した。

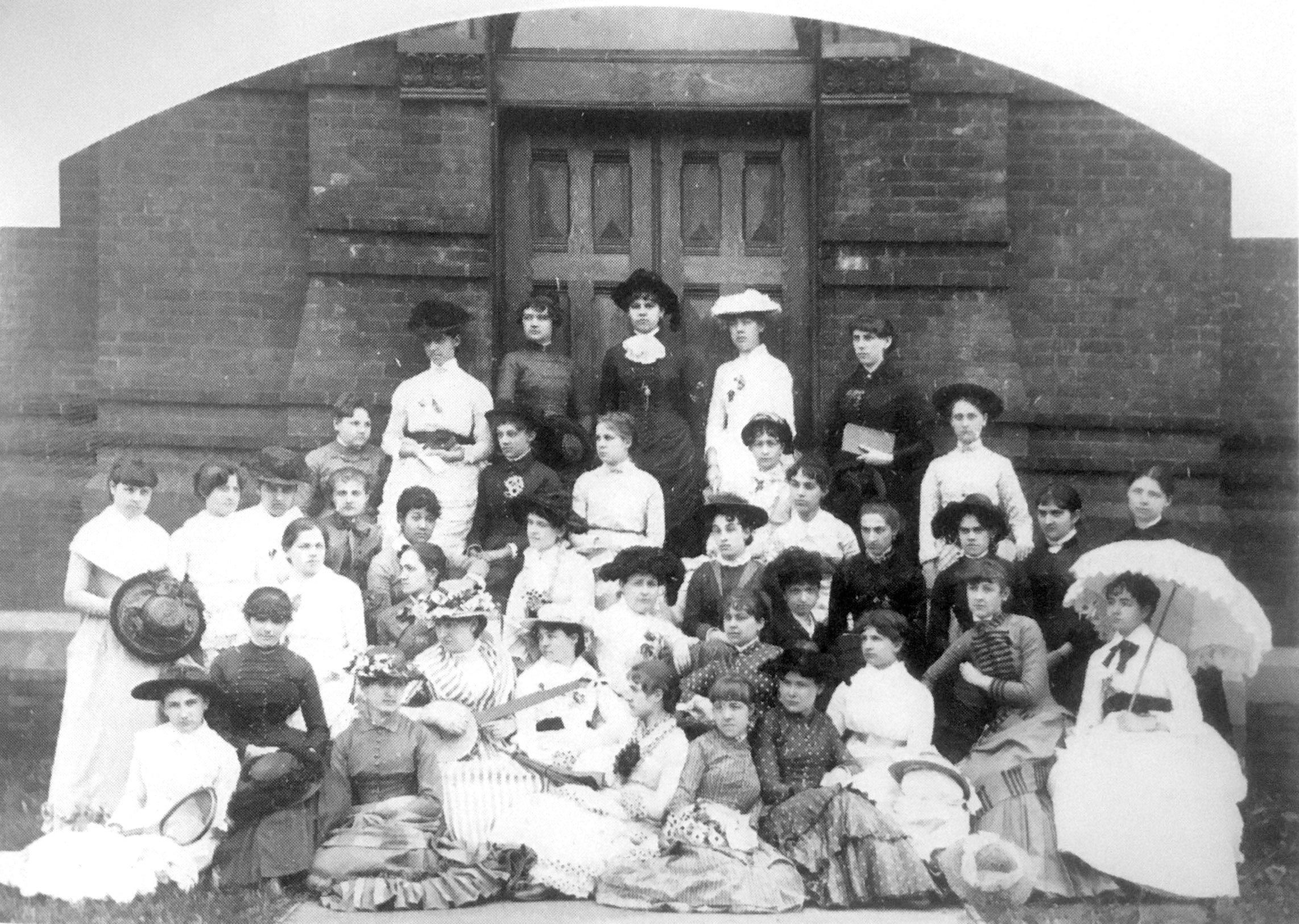
ヴァッサー大学1882年度卒業写真、4列目の左から5番目が山川捨松

明治15年（1882年）6月14日、学年3番目の通年成績で「偉大な名誉」(magna cum laude) の称号を得て卒業した（大学を卒業して学士号〈Bachelor of Arts〉を取得した最初の日本人女性）。卒業式に際しては卒業生総代（10人）の一人に選ばれ、卒業論文『イギリスの対日外交政策』をもとにした講演を行い、ニューヨーク・タイムズが「完璧なまでにイギリスの保守主義政策を理解し、アメリカの自由と友愛の精神に対して惜しみない賛辞を送っている」と論評し、地元新聞シカゴ・スタンダードでも称賛された。
前年に設立されたアメリカ赤十字社に強い関心を寄せていた捨松は、卒業後ニューヘイブン病院で2か月間、実地看護に従事し、看護婦の免許を取得した。
この間、山川家は東京で暮らしていたものの、多くの書生の面倒を見るなどして困窮しており、書生の一人であった柴五郎に借金をするほどであったという。明治6年に帰国した兄の健次郎が送る手紙は日本政府の動向や国際情勢のことばかりであり、捨松は「もっと家族のことを知らせてくれればいいのに」とこぼしていたという。捨松は筆まめで、兄の健次郎やモスクワに留学していた姉の操（みさお）ともこまめに文通していたが、兄には英語で、姉にはフランス語で手紙を書いている。

### アメリカからの帰国

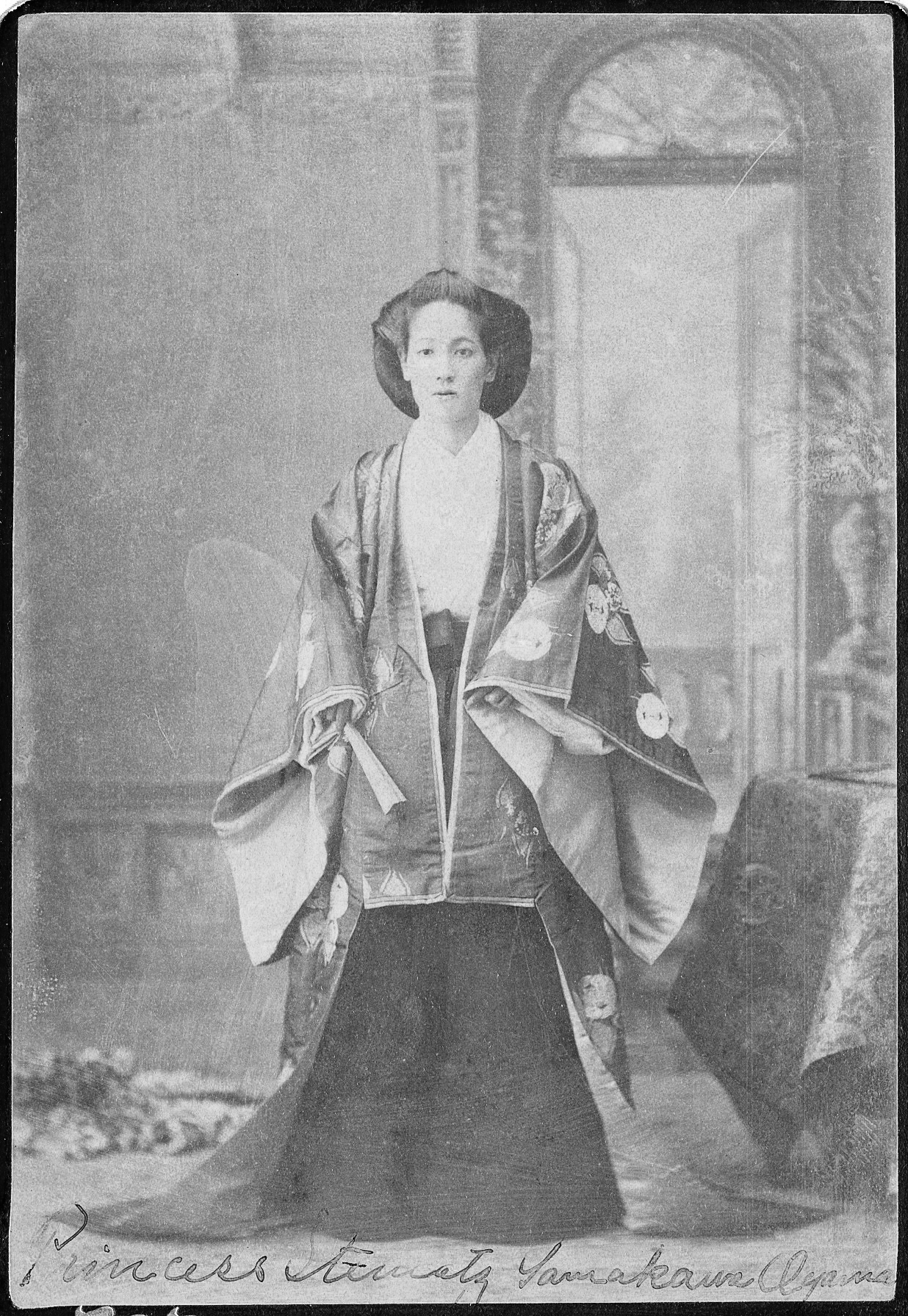
帰国報告に参内した捨松

捨松が再び日本の地を踏んだのは明治15年（1882年）11月22日、出発から11年目のことだった。捨松は、日本に帰国するにあたり、盟友であるアリス・ベーコンを日本に招き、津田梅子の助力を得て、日本に女子のための学校を設立したい、という夢を持っていた。自分の学校を作れなかったとしても、東京女子師範学校（後の女子高等師範学校、東京女子高等師範学校、現：お茶の水女子大学）で教職に就けるだろうと考えていた。しかし、帰国した捨松に対して、日本政府が仕事を提供することはなかった。
捨松は、日本に帰国した時点では日本語を概ね忘れていた。帰国時点での捨松の日本語能力は「簡単な日常会話ができる程度」「小学生程度の日本語知識」であり、読み書きは全くできなかった。そして捨松はヴァッサー大学本科で一般教養（Liberal arts）を学んだのみで、専門知識・専門技能と呼べるものを持っていなかった。寺沢龍は、日本政府が捨松に適切な仕事を提供できなかったのは理解できる、と述べている。捨松の語学力を不平等条約の改正交渉に活かす考えもあったというが、実現に至らなかった。
捨松は、日本政府の冷たい対応に失望を感じつつも、「女子に英語を教える私塾を独力で設立する」形で「日本に女子のための学校を設立する」夢の第一歩を実現しようと考え、アリスに「私塾の設立資金として100ドル融通して貰えないか」と書き送った（明治15年〈1882年〉12月11日付の捨松からアリスあての書簡）。しかし、捨松の私塾設立計画は、兄である山川健次郎の反対で頓挫した（明治15年〈1882年〉12月29日付の捨松からアリスあての書簡）。
その後、捨松は、文部省から「東京女子師範学校で動物学と生理学を教えないか」という打診を受け、年俸600円という好待遇を提示されて喜んだ（明治16年〈1883年〉2月3日付の捨松からアリスあての書簡）。しかし、文部省からの打診は「2週間以内での着任」が条件であった。捨松にとって、日本語の教科書を使いこなし、黒板に日本語で板書するには十分な準備期間が必要であった。捨松は辞退せざるを得なかった。
そして、娘は10代で嫁に出す時代、帰国時点で満22歳になっていた捨松は、当時の日本女性としてはすでに「婚期を逃した」年齢にあった。2歳年下の永井しげ（繁子）が早々に瓜生外吉と結婚する中、捨松は英語学者の神田乃武から縁談の申し出を受けるが、にべもなく断ってしまう。捨松が、結婚相手として好ましい条件を備えていた、神田との縁談を断った明確な理由は判明しない。明治16年（1883年）1月16日付でアリスに書き送った手紙では、「20歳を過ぎたばかりなのにもう売れ残りですって。想像できる？ 母はこれでもう縁談も来ないでしょうなんて言っているの」という趣旨の愚痴をこぼしている。

### 恋愛結婚

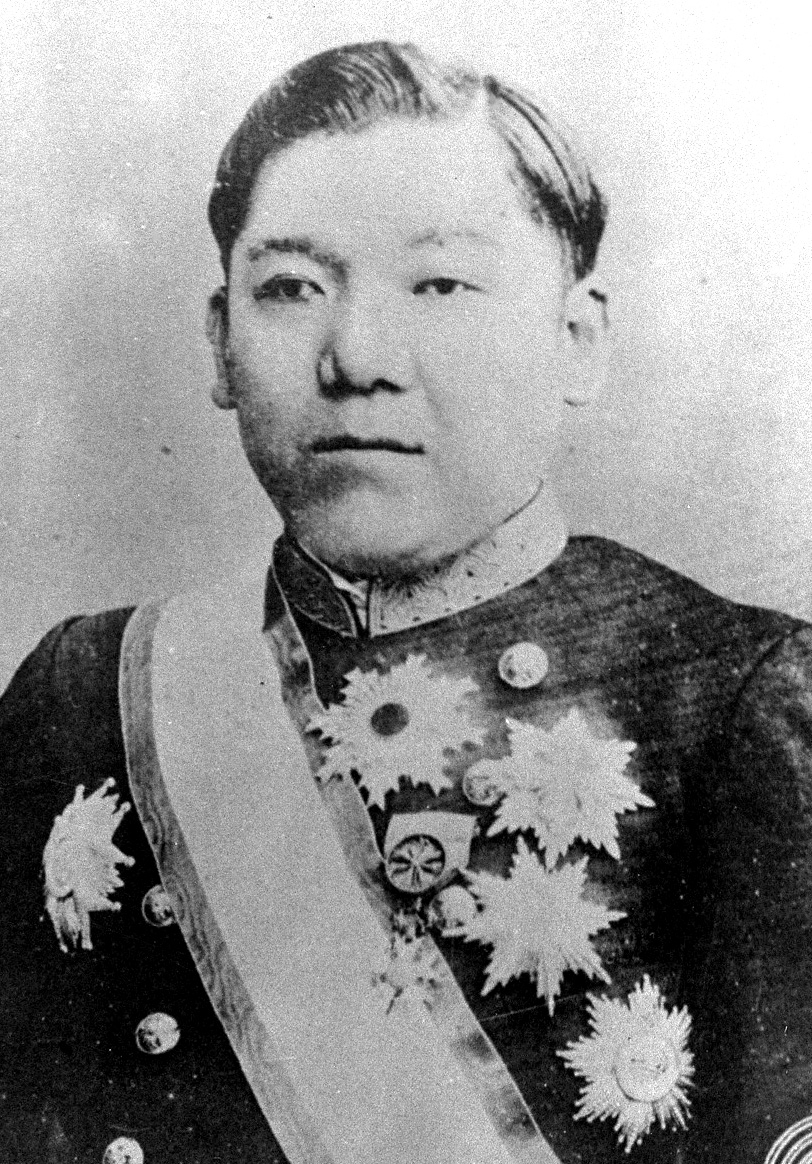
大山巌

ちょうどその頃、後妻を捜していたのが・陸軍中将・陸軍卿・参議となっていた大山巌だった。大山は同郷の吉井友実の長女・沢子と結婚して3人の娘を儲けていたが、沢子は三女を出産後に産褥で死去していた。吉井は子守が毎回違うことを気にしており、身内の人に任せたほうが良いと要望した。そこで巌の姉有馬國子が世話をすることになったが、女性に学問はいらないという考え方の國子の教育方針は巌と合わなかった。穏便に事態を収拾するには、巌が再婚することが必要であった。
当時の日本陸軍はフランス式兵制からドイツ式兵制への過渡期という難しい時期にあった。フランス語やドイツ語を流暢に話す大山は、列強の外交官や武官たちとの膝詰め談判に自らあたることのできる、陸軍卿としては当時最適の人材だったが、この時代の外交の大きな部分を占めていたのは夫人同伴の夜会や舞踏会だった。アメリカの名門大学を成績優秀で卒業し、やはりフランス語やドイツ語に堪能だった捨松は、その大山の夫人として最適だった。一般に大山が捨松を見初めたと言われるが、先に捨松に着目していたのは吉井だった。
吉井のお膳立てで大山が捨松に初めて会ったのは、益田孝邸で行われた永井繁子と瓜生外吉の結婚披露宴の余興で「ヴェニスの商人」を捨松が演じていたときとも、同じく益田邸で梅子らとともに捨松がテニスをしている姿であったともいう。いずれにせよ大山は一目で恋に落ちる。自他共に認める西洋かぶれだった大山は、パリのマドモアゼルをも彷彿とさせる捨松の洗練された美しさにすっかり心を奪われてしまった。
しかし吉井友実を通じて大山からの縁談の申し入れを受けた長兄の山川浩は、仇敵・薩摩人との縁談が旧会津藩士に与える悪印象を恐れたことと、上司に当たる巌との縁組が出世のために妹を差し出したと言われることを恐れ、即座に断ってしまう。しかし大山も粘った。吉井から山川家に断られたことを知らされると、今度は従弟の西郷従道が山川家に訪れて徹夜で説得にあたった。兄・浩の「山川家は賊軍の家臣ゆえ」という逃げ口上も「大山も自分も逆賊（西郷隆盛）の身内」という従道には通じなかった。従道が連日説得にあたるうちに、断りきれなくなった浩は本人の意志を聞くこととした。
これを受けた捨松は「（大山）閣下のお人柄を知らないうちはお返事もできません」とデートを提案し、大山もこれに応じた。捨松は初めは大山の強い薩摩弁がさっぱりわからず、巌も片言の会津弁をしゃべる捨松の言葉が理解できなかったが、フランス語で話し始めるととたんに会話がはずんだ。2人には親子ほどの歳の開きがあったが、デートを重ねるうちに捨松は大山の心の広さと茶目っ気のある人柄に惹かれていった。交際を初めてわずか3ヵ月で、捨松は大山との結婚を決意した。この頃アリスに書いた手紙には捨松は、「いろいろ考えた末結婚することにします。私がつける仕事はなさそうだし、それならば彼と結婚してその立場から女性のためになにかできるのではと思うのですが（後略）」「たとえどんなに家族から反対されても、私は彼と結婚するつもりです」と記している。
明治16年（1883年）11月8日、大山巌と山川捨松との婚儀がおごそかに行われた。その1ヵ月後、完成したばかりの鹿鳴館で大山夫妻の盛大な結婚披露宴が催される。
会場は千人を超える招待者でごった返し、通常なら新婦は気が動転して会話もままならないであろう状況でも、気さくにふるまう捨松には誰もが目を止め、話しかけ、またその話に耳を傾けた。しかし、会津戦争と西南戦争で因縁を重ねた会津人と薩摩人の婚姻は、郷里の人々にとって受け入れられるものではなかった。二人の曾孫大山格はそれ以降、大山家は薩摩と会津の両方とも親戚づきあいが絶えたとしている。

### 「鹿鳴館の貴婦人」と慈善活動

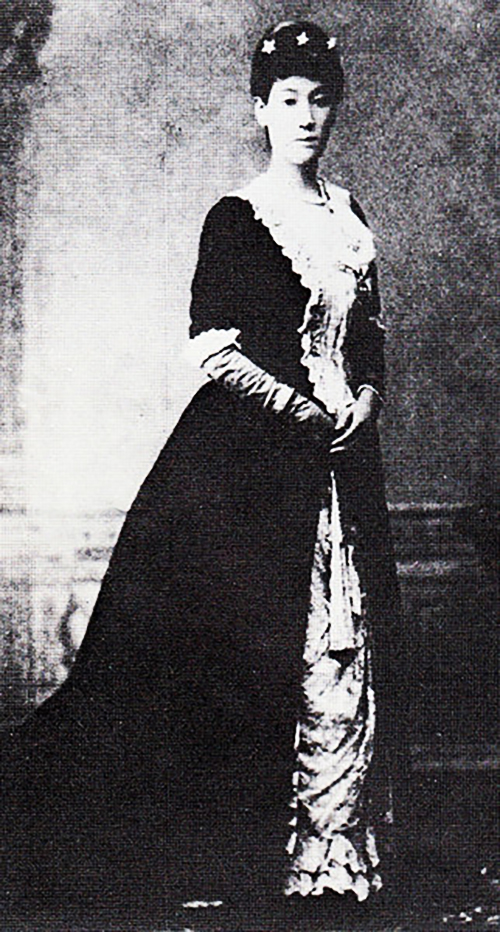
鹿鳴館時代の捨松

近世以後ヨーロッパで確立された外交プロトコルでは、夜会や舞踏会が大きな役割を果たしていたが、その風潮は19世紀後半になってもあまり変わってはいなかった。列強の外交官は夫人同伴で食事や舞踏を楽しみ、時にはそうした席で重要な外交上の駆け引きも行う。幕末から明治初年にかけて欧米を視察した日本人にとって、それはひとつの大きな衝撃だった。日本人の女性がまだ人前での立ち振る舞いにまったく慣れていなかった時代、新政府の高官の多くが即戦力となる芸者や娼妓を正妻として迎えた理由のひとつもここにある。
早期の条約改正を国是としていた明治政府は、こうした宴席外交を行うことの出来る施設の必要性を痛感していた。当時は、別に正規の用途がある施設をその時々の必要に応じて借り上げる形で間に合わせていたが、代替施設はやはり不便だった。そこで外務卿の井上馨が中心となって、こうした代替施設に代わる恒常の官立社交場を新築することを決定した。それが鹿鳴館である。
鹿鳴館では連日のように夜会や舞踏会が開かれ、諸外国の外交官はもとより、明治政府の高官たちもそうした外交官たちとのパイプを構築するため、夜な夜な宴に加わった。そこには日本が文明国であることを示すという涙ぐましい努力があったのだが、そうした「鹿鳴館外交」の評判は必ずしも良いものではなかった。外交官たちはうわべでは宴を楽しみながらも、文書や日記などには日本人の「滑稽な踊り」の様子を詳細に記して彼らを嘲笑していたのである。体格に合わない燕尾服や窮屈な夜会服に四苦八苦しながら、真剣な面持ちで覚えたてのぎごちないダンスに臨む日本政府の高官やその妻たちの姿が、特筆せざるを得ないほど可笑しいものだったのも無理はなかった。
その中で、一人水を得た魚のように生き生きとしていたのが捨松だった。英・仏・独語を駆使して、時には冗談を織り交ぜながら諸外国の外交官たちと談笑する。12歳の時から身につけていた社交ダンスのステップは堂に入ったものだった。当時の日本人女性には珍しい長身と、センスのよいドレスの着こなしも光っていた。そんな伯爵夫人のことを、人はやがて「鹿鳴館の花」と呼んで感嘆するようになった。

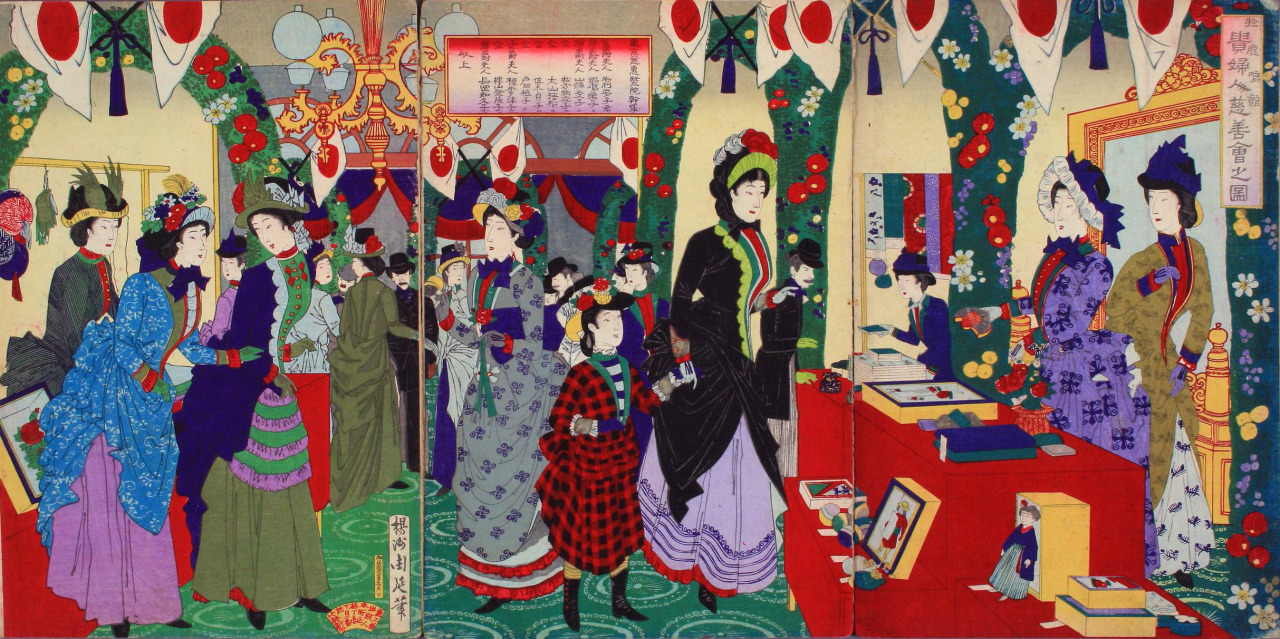
『於鹿鳴館貴婦人慈善會之圖』（当時の錦絵新聞より）中央の右の長身の女性が大山捨松。

夜会や舞踏会だけではない。ある時有志共立東京病院を見学した捨松は、そこに看護婦の姿がなく、病人の世話をしているのは雑用係の男性が数名であることに衝撃を受ける。そこで元海軍軍医総監で院長の高木兼寛男爵に自らの経験を語り、患者のためにも、そして女性のための職場を開拓するためにも、日本に看護婦養成学校が必要なことを説き、高木にその開設を提言した。高木も看護婦の必要性は早くから認めていたが、いかんせん財政難で実施が難しい状況だった。
それならば、と捨松は明治17年（1884年）6月12日から3日間にわたって日本初のチャリティーバザー「鹿鳴館慈善会」を開いた。捨松は品揃えから告知、そして販売にいたるまで、率先して並みいる政府高官の妻たちの陣頭指揮をとった。

3日間で予想を大幅に上回る収益をあげ、その全額（当時の金額で1万6000円）を共立病院へ寄付して高木院長を感激させている。この資金をもとに、2年後には日本初の看護婦学校・有志共立病院看護婦教育所が設立された。
明治20年（1887年）に日本赤十字社の後援団体の立ち上げにおいて「日本赤十字篤志婦人会」の発起人となった。日清・日露の両戦争では、大山巌が参謀総長や満州軍総司令官として、国運を賭けた大勝負の戦略上の責任者という重責を担っていた。捨松はその妻として、銃後で寄付金集めや婦人会活動に時間を割くかたわら、看護婦の資格を生かして日本赤十字社で戦傷者の看護もこなし、政府高官夫人たちを動員して包帯作りなどの活動も行った。またアメリカの赤十字にも寄付金を送るかたわら、積極的にアメリカの新聞に投稿し、日本が置かれた立場や苦しい財政事情などを訴えた。日本軍の総司令官の妻がヴァッサー大卒というもの珍しさも手伝って、アメリカ人は捨松のこうした投稿を好意的に受け止め、これがアメリカ世論を親日的に導くことにも役立った。アメリカで集まった義援金はアリス・ベーコンによって直ちに捨松のもとに送金され、さまざまな慈善活動に活用された。
近代日本におけるチャリティー企画やボランティア活動の草分けは、この大山捨松である。

### 女子教育

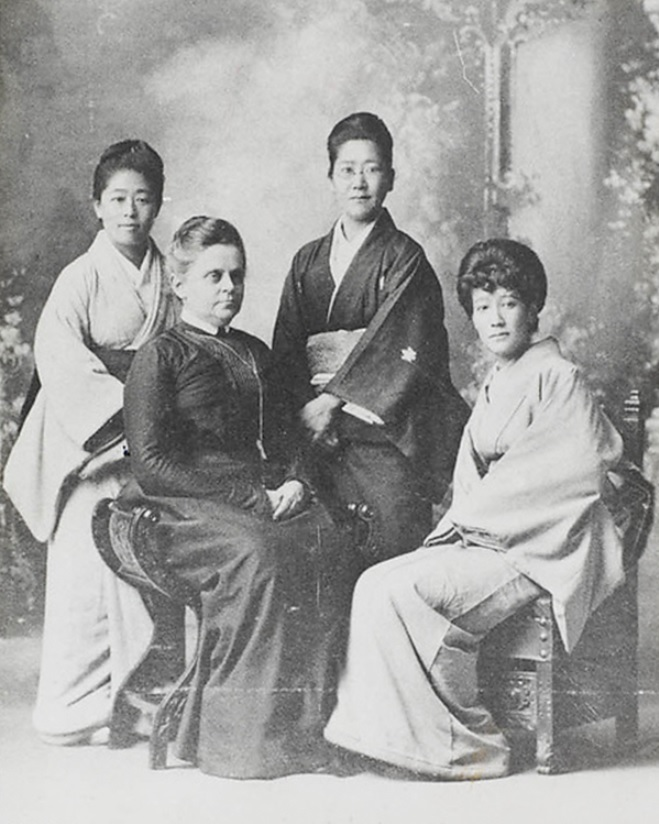
旧友の再会
----
左から、津田梅子、アリス・ベーコン、瓜生繁子、大山捨松

日本に帰ったら教職に就いて日本の女子教育の先駆けとなる、という留学時代の捨松の夢は、政府の要職にある大山巌と結婚したことで頓挫し、捨松が自ら教壇に立つことはあり得なくなった。それでも女子教育にかける熱意は冷めることなく、生涯にわたって陰に日向にこれを支援している。
早くも結婚の翌年の明治17年（1884年）には、伊藤博文の依頼により下田歌子とともに華族女学校（後の学習院女子中・高等科）の設立準備委員になり、津田梅子やアリス・ベーコンらを教師として招聘するなど、その整備に貢献している。しかしそうして出来上がった華族女学校では古式ゆかしい儒教的道徳観にのっとった教育が行われ、捨松はまたしても失望を味わう。
その後、明治33年（1900年）に津田梅子が女子英学塾（後の津田塾大学）を設立することになると、捨松は瓜生繁子ともにこれを全面的に支援した。アリスも日本に再招聘して、今度は自分たちの手で、自分たちが理想とする学校を設立したのである。教育方針に第三者の容喙を許さないという立場から、津田が誰からの金銭的援助もかたくなに拒んでいたこともあり、捨松も繁子もアリスもボランティアとして奉仕した。捨松は学校資金募集にあたる委員会会長を務め、英学塾では顧問から後に理事や同窓会長を務め、梅子の渡米中には校長代理として卒業証書を渡すなど、積極的に塾の運営にも関与している。生涯独身で、パトロンもいなかった津田が、民間の女子英学塾であれだけの成功を収めることが出来たのも、捨松らの多大な支援が大きな理由のひとつだった。

### 家庭生活

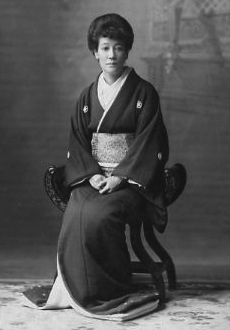
晩年の捨松

結婚後、捨松は大山との間に2男1女に恵まれた。先妻の残した3人の娘をふくめた6人の子供を育てる主婦としても捨松は多忙であった。さらに不動産による大山家の資産運用も行っており、巌は自分が知らない間に広大な邸宅を手に入れたと驚いたという。
巌は日清戦争後に元帥・侯爵、日露戦争後には元老・公爵となり、位人臣を極めた。それでいて政治には興味を示さず、何度総理候補に擬せられても断るほどで、そのため敵らしい敵もなく、誰からも慕われた。晩年は第一線を退いて内大臣として宮中にまわり、時間のあるときは東京の喧噪を離れて愛する那須で家族団欒（だんらん）を楽しんだ。
長男の高は「陸軍では親の七光りと言われる」とあえて海軍を選んだ気骨ある青年だったが、明治41年（1908年）、 海軍兵学校卒業直後の遠洋航海で乗り組んだ巡洋艦・松島が、寄港していた台湾の馬公軍港で原因不明の火薬庫爆発を起こし沈没、高は艦と運命を共にした。次男の柏は近衛文麿の妹・武子をめとり、高の死後は大山家の後継者となった。

### 晩年と死
大正5年（1916年）には嫡孫梓が誕生したが、その直後より巌は体調を崩し療養生活に入る。長年にわたる糖尿の既往症に胃病が追い討ちをかけていた。内大臣在任のまま同年12月10日に満75歳で死去した。
巌の国葬後、捨松は公の場にはほとんど姿を見せず、大山家の資産運用などに専念することとなった。大正8年（1919年）、津田梅子が病に倒れて女子英学塾が混乱すると、捨松は自らが先頭に立ってその運営を取り仕切った。病気療養を理由に津田は退任を決め、捨松は紆余曲折を経てその後任を指名したが、風邪気味の体を押して後任のもとに依頼にでたことがたたり、新塾長の就任を見届けた翌日、倒れてしまう。当時、世界各国で流行していたスペインかぜをわずらい、そのまま回復することなく、2月17日に58歳で没した。

## 逸話

### 『不如帰』と風評被害

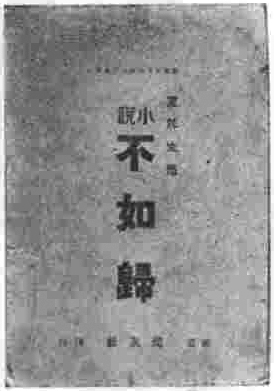
『不如帰』初版本

大山巌は先妻との間に娘が3人いた。長女の信子は結核のため20歳で早世したが、彼女をモデルとして徳冨蘆花が書いた小説が、「あああ、人間はなぜ死ぬのでしょう! 生きたいわ! 千年も万年も生きたいわ!」の名ゼリフが当時の流行語にまでなったベストセラー『不如歸』である。
蘆花によれば、この小説はある女性が蘆花に話したことが元になっている。蘆花の夫人愛子によると、この女性は大山巌の副官の未亡人福家安子であり、信子が肺結核のため三島彌太郎と離縁されたこと、彌太郎が離婚を悲しんだこと、巌が怒って信子を引き取り邸内に療養室を建てて療養させたこと、最後に家族旅行を行ったこと、信子の葬儀の際に三島家から送られた花を突き返したことなどが述べられたという。
小説の中で主人公の浪子は結核をわずらうと、夫との幸せな結婚生活を姑によって引き裂かれ、実家に戻される。すると今度は薄情な継母に疎まれ、父が建ててくれた離れで寂しくはかない生涯を終える。ところが読者には、この小説に描かれた冷淡な継母のモデルは捨松だと信じて嫌悪感を抱いた者が多く、誹謗中傷の言葉を連ねた匿名の投書を受け取ることすらあったという。舞台作品が制作されるとその公開に捨松は抗議しており、晩年までそうした風評に悩んでいたという。
実際は小説とは異なり、看護師としての経験から対策を知っていた捨松が、家族への感染を防ぐため生活空間を分けたものであり、隔離した信子に対しては献身的に看護している。巌が日清戦争の戦地から戻ると、信子の小康を見計らって親子3人水入らずで関西旅行までしている。捨松は巌の連れ子たちからも「ママちゃん」と呼ばれて慕われていた。家庭は円満で、実際には絵に描いたような良妻賢母だったという。
しかし蘆花からこの件に言及が行われたのは『不如帰』上梓から19年を経た大正8年（1919年）、捨松が急逝する直前のことだった。雑誌『婦人世界』で盧花は「『不如歸』の小說は姑と繼母を惡者にしなければ、人の淚をそゝることが出來ぬから誇張して書いてある」と認めた上で、捨松に対しては「お氣の毒にたえない」と述べている。

### 洋風夫妻

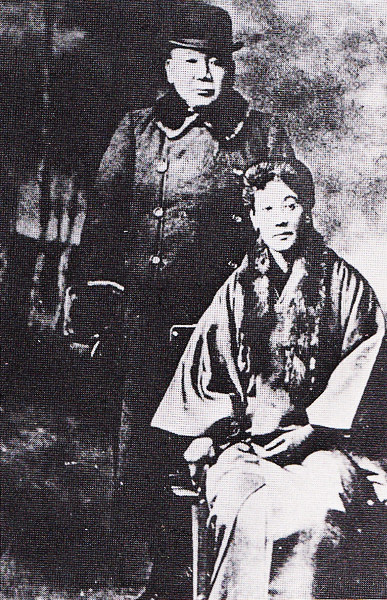
晩年の大山夫妻

大山巌・捨松夫妻はおしどり夫婦として有名だった。捨松は人前でも夫を「イワオ」と呼び捨てにし、巌もそれを当然のように受け入れた。熟年になってから喧嘩をしたこともあったが、牛臥山の標高が何メートルであるかという争いであり、どちらが数学的に正しいかと次男の柏に判定を求めたという。
ある時新聞記者から「閣下はやはり奥様の事を一番お好きでいらっしゃるのでしょうね」と下世話な質問を受けた捨松は、「違いますよ。一番お好きなのは児玉さん（＝児玉源太郎）、2番目が私で、3番目がビーフステーキ。ステーキには勝てますけど、児玉さんには勝てませんの」と言いつつ、まんざらでもないところを見せている。「いえいえそんなこと」などと言葉を濁さず、機智に富んだ会話で逆に質問者の愚問を際立たせてしまう話術も、当時の日本人にはなかなか真似のできないものだった。
巌は実際にビーフステーキが大好物で、フランスの赤ワインを愛した。大食漢で、栄養価の高い食物を好んだため、従兄の西郷隆盛を彷彿とさせるような大柄な体格になり、体重が100kgに迫ることもあったという。捨松はベーコンへの手紙の中で「彼はますます肥え太り、私はますます痩せ細っているの」と愚痴をこぼしている。
巌は欧州の生活文化をこよなく愛し、食事から衣服まで徹底した西洋かぶれだった。日清戦争後に新築した自邸はドイツの古城を模したもので近所を驚かせたが、その出来はというとお世辞にも趣味の良いものとは言えず、訪れたアリス・ベーコンにも酷評される有様だったが、当の巌は人から何といわれてもこの邸宅にご満悦だった。しかし捨松は自分の経験から子供の将来を心配し、「あまりにも洋式生活に慣れてしまうと日本の風俗に馴染めないのでは」と、子供部屋だけは和室に変更させている。
西洋文化自体が世の中に浸透しきっていない当時の多数の日本人から見れば浮いてしまう「西洋かぶれ」の巌と「アメリカ娘」の捨松であったが、しかしそれ故にこの夫婦は深い理解に拠った堅い絆で結ばれていた。夫妻の遺骨は、2人が晩年に愛した栃木県那須野ののどかな田園の墓地に埋葬されている。

## 栄典
- 1915年（大正4年）11月10日：大礼記念章[45]

## 家族
実家
- 父： 山川重固（しげかた、会津藩国家老）
- 母： 艶（えん）
  - 兄： 浩（ひろし、陸軍少将、男爵）

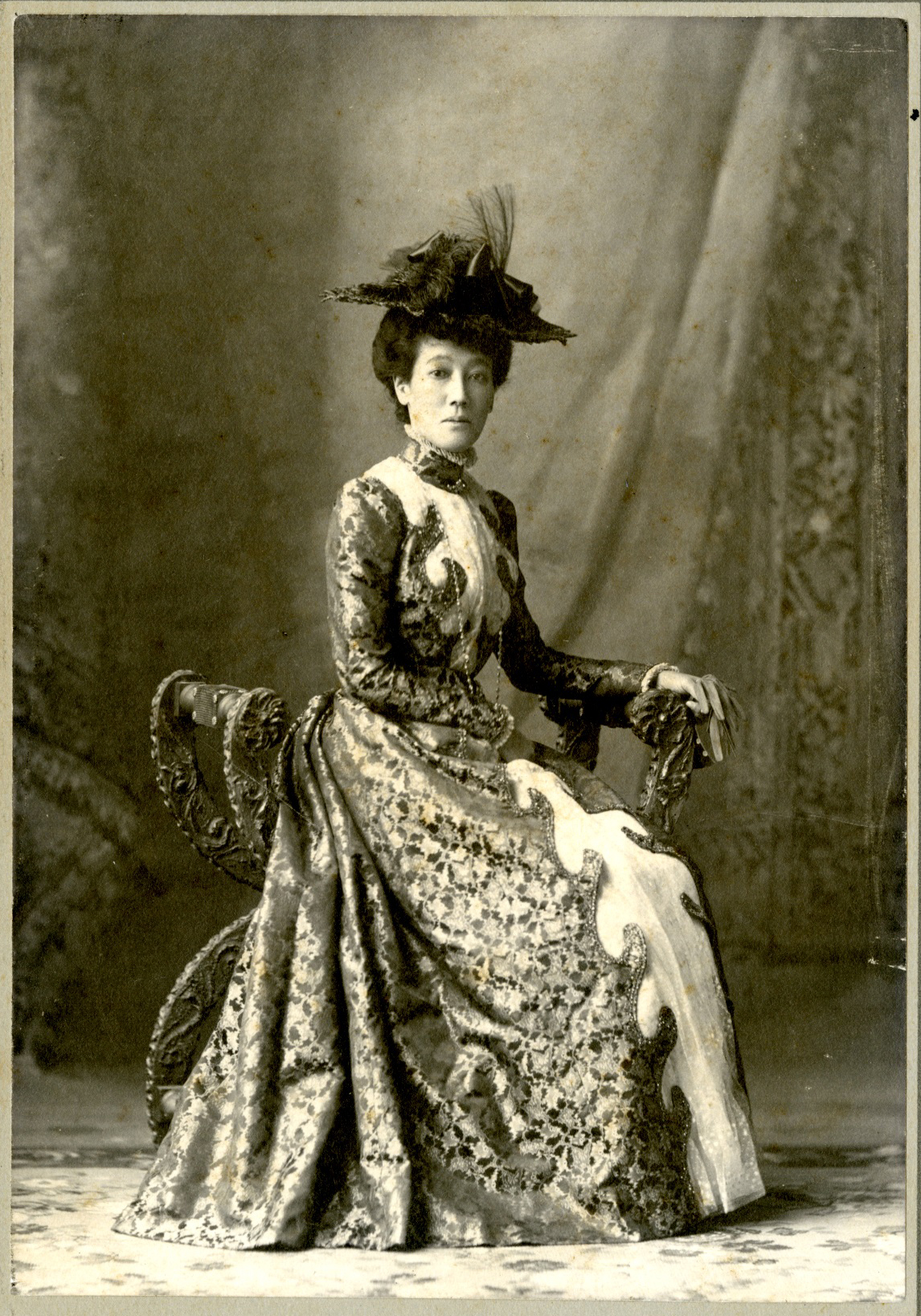
大山捨松公爵夫人

  - 兄： 健次郎（けんじろう、東京帝国大学総長、男爵）
  - 姉： 操（みさお、明治天皇フランス語通訳兼昭憲皇太后付女官）
  - 姉： 二葉（ふたば、女子教育者）

婚家
- 夫： 大山巌（いわお、元老、元帥 陸軍大将、公爵）
  - 長女／義娘： 信子（のぶこ、『不如帰』浪子のモデル）
  - 次女／義娘： 美津子（みつこ、夭折）
  - 三女／義娘： 芙蓉子（ふよこ）
  - 四女／義娘： 留子（とめこ、『鹿鳴館の貴婦人』の著者・久野明子の祖母）
  - 五女： 久子（ひさこ）
  - 長男： 高（たかし、海軍兵学校第35期、海軍少尉候補生、巡洋艦「松島」の爆沈事故で殉職）
  - 六女： 永子（ながこ、流産）
  - 次男： 柏（かしわ、考古学者、戊辰戦争研究家、公爵、妻は近衛文麿の妹・武子）
    - 孫：梓（海軍主計科士官、広島大学教授・歴史学者、柏の長男）
    - 孫：桂（海洋生物学者、柏の次男）

## 映像作品
- ハイカラさん - NHK連続テレビ小説、1982年、演：丘山美央
- 鹿鳴館物語 - 日本テレビ、1984年、演：高瀬春奈
- 春の波涛 - NHK大河ドラマ、1985年、演：大原穣子
- 鹿鳴館 - 映画、1986年、演：森田遙
- 妻たちの鹿鳴館 - TBS、1988年、演：片平なぎさ
- 鹿鳴館の貴婦人 - テレビ朝日、1990年、演：名取裕子
- ミカドの淑女 - テレビ朝日、1992年、演：萩尾みどり
- 夜会の果て - NHK、1997年、演：遥洋子
- 八重の桜 - NHK大河ドラマ、2013年、演：水原希子
- 津田梅子〜お札になった留学生〜 - テレビ朝日、2022年、演：池田エライザ